# Coenosarc

Bild som visar coenosarc hos stenkorall. Text på franska.

Coenosarc är hos stenkoraller den tunna levande vävnad som täcker coenosteum (den gemensamma delen av korallkolonins kalkskelett) och förenar polyperna med varandra. Coenosarc kan ses som en alternativ term till coenenchym hos stenkoraller, det mer specifika är att "coenosarc" betecknar en tunn vävnad (består av yttre ektoderm (epidermis) och inre endoderm (gastrodermis) med ett tunt mellanlager av mesoglea) som ligger över ett exoskelett.